# Гранд Ронд (Орегон)
Гранд Ронд (енгл. Grand Ronde) насељено је место без административног статуса у америчкој савезној држави Орегон.

## Демографија
По попису из 2010. године број становника је 1.661, што је 1.39 (512,9%) становника више него 2000. године.
| Група             | 2000.       | 2010.       |
| Белци             | 181 (66,8%) | 930 (56,0%) |
| Афроамериканци    | 0 (0,0%)    | 1 (0,1%)    |
| Азијати           | 8 (3,0%)    | 6 (0,4%)    |
| Хиспаноамериканци | 3 (1,1%)    | 111 (6,7%)  |
| Укупно            | 271         | 1.661       |